# Conseil de souveraineté de transition
Le Conseil de souveraineté de transition est l'organe exécutif mis en place après le coup d'État de 2021 au Soudan qui a renversé le Conseil de souveraineté et le Premier ministre Abdallah Hamdok,.

## Composition

### Civils
- Yusuf Gad-Karim Mohamed Ali
- Abul-Gassim Mohamed Mohamed Ahmed
- Abdel-Bagi Abdel-Gadir Al-Zubair
- Salma Abdel-Jabbar Al-Mubarak Musa
- Raja Nicola
- Vacant

### Militaires
- Abdel Fattah Abdelrahmane al-Burhan (président)
- Mohamed Hamdan Dogolo (vice-président)
- Yasser al-Atta
- Chams al-Din Khabbachi
- Ibrahim Jabir Karim

### Chefs rebelles
- El Hadi Idris Yahya
- Malik Agar
- El Tahrir Abubakr Hajar